# Stazione di Genova Quarto dei Mille
La stazione di Genova Quarto dei Mille è una stazione ferroviaria posta sulla linea Genova-Pisa, fra le fermate di Genova Sturla e Genova Quinto, a servizio dell'omonimo quartiere cittadino.

## Storia

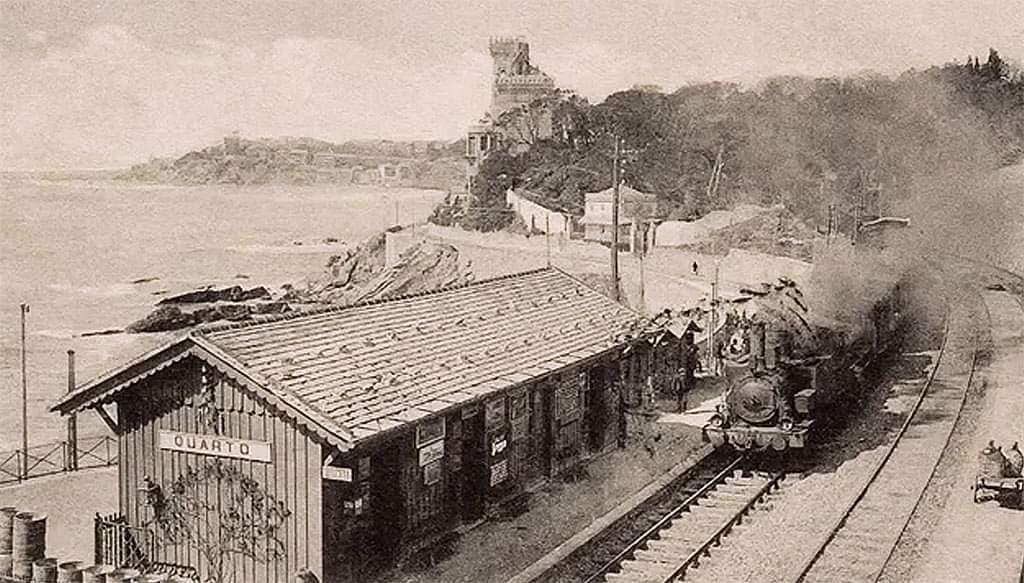
La stazione intorno al 1900, con il fabbricato viaggiatori originario in legno

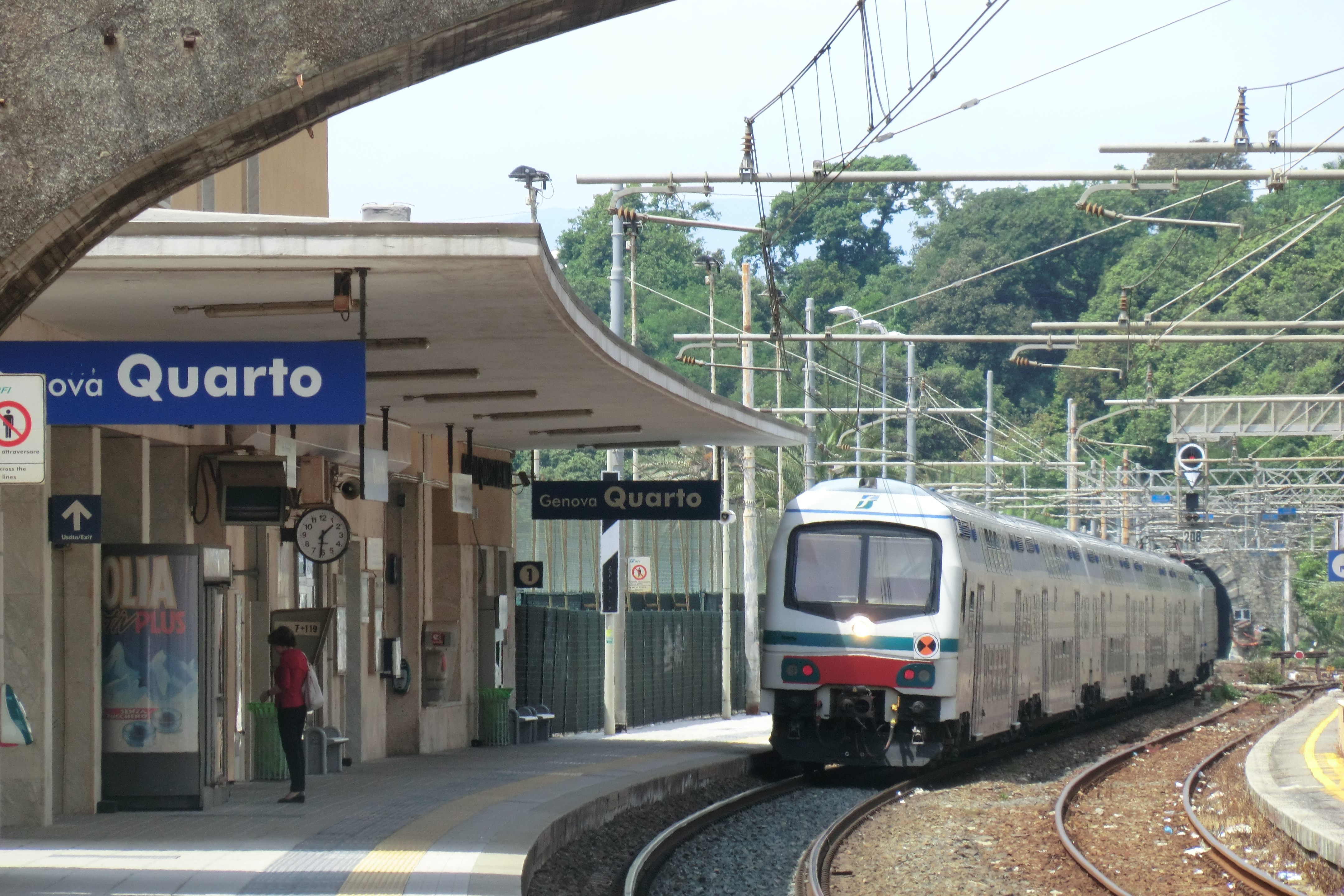
Un treno in arrivo a Quarto

Inaugurata il 23 novembre 1868 contestualmente all'apertura della tratta Genova-Chiavari, la stazione di Quarto dei Mille divenne punto di passaggio dal doppio al semplice binario con l'attivazione del raddoppio da Genova Brignole il 12 agosto 1915. L'impianto, fino al 1º ottobre 1913 chiamata solo "Quarto", deve la sua denominazione alla spedizione di Giuseppe Garibaldi, che il 5 maggio 1860 salpò dal tratto di litorale antistante l'edificio, con i mille garibaldini impegnati nell'impresa dell'unificazione italiana.
Il raddoppio oltre Quarto fu attivato il 18 febbraio 1916 e con esso la nuova stazione.
Nel 1925 lo scalo fu elettrificato alla tensione trifase di 3600 V, 16 2/3 Hz, poi convertito in corrente continua a 3000 V nel 1948.
Nel 1926, in conseguenza dell'aggregazione a Genova dei comuni limitrofi, la stazione di Quarto dei Mille assunse la nuova denominazione di "Genova Quarto dei Mille".
Nelle immediate vicinanze della stazione, in direzione Sturla, sulla tratta a semplice binario era presente una fermata denominata Lojolo, che sorgeva nella zona del sottovia all'inizio di via Carrara all'allora progressiva chilometrica 4+378. Il passaggio a livello presente fu teatro, il 1º settembre 1885, dell'attivazione di un allora innovativo di sistema di suoneria per annunciare l'imminente passaggio dei treni. La fermata fu disattivata nel 1915, con l'attivazione del raddoppio.
Una seconda fermata, in corrispondenza della radice sud dell'attuale stazione di Quarto dei Mille, era denominata Pietrarugia ed era a servizio dell'abitato sorto attorno alla cala che prende oggi il nome di Priaruggia. Tale fermata fu soppressa nel 1916.
Nel 1925 la stazione subì un'ulteriore sistemazione e, il 12 ottobre 1941, venne attivato il primo apparato centrale elettrico per la manovra dei deviatoi contestualmente all'attivazione del segnalamento luminoso di protezione e partenza.
Nel 2005 venne attivato l'ACC per poi gestire la stazione in telecomando con l'SCC di Genova Teglia dal 14 novembre 2005. 

## Strutture e impianti

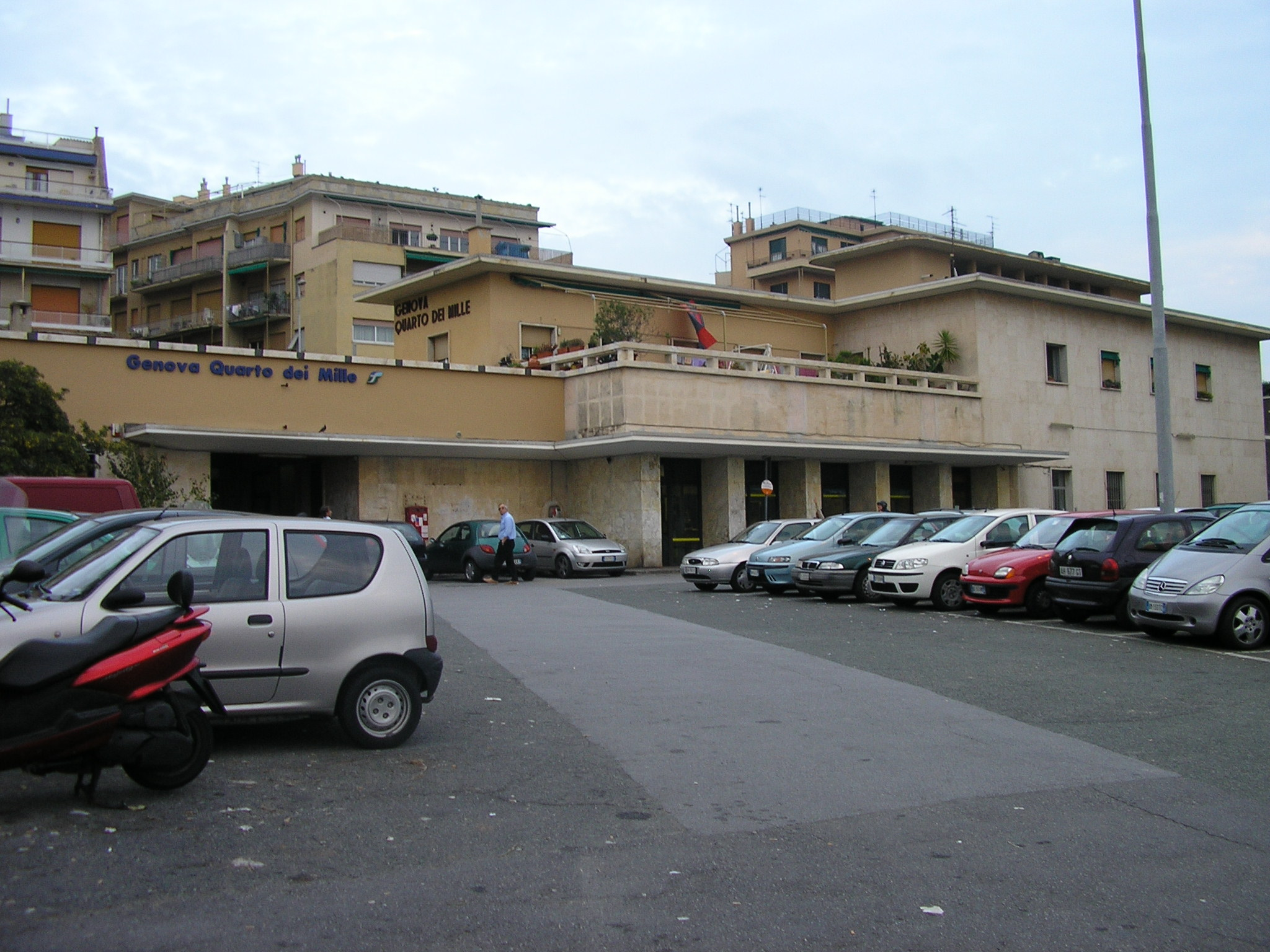
Il fabbricato viaggiatori che si affaccia su piazza Sivelli

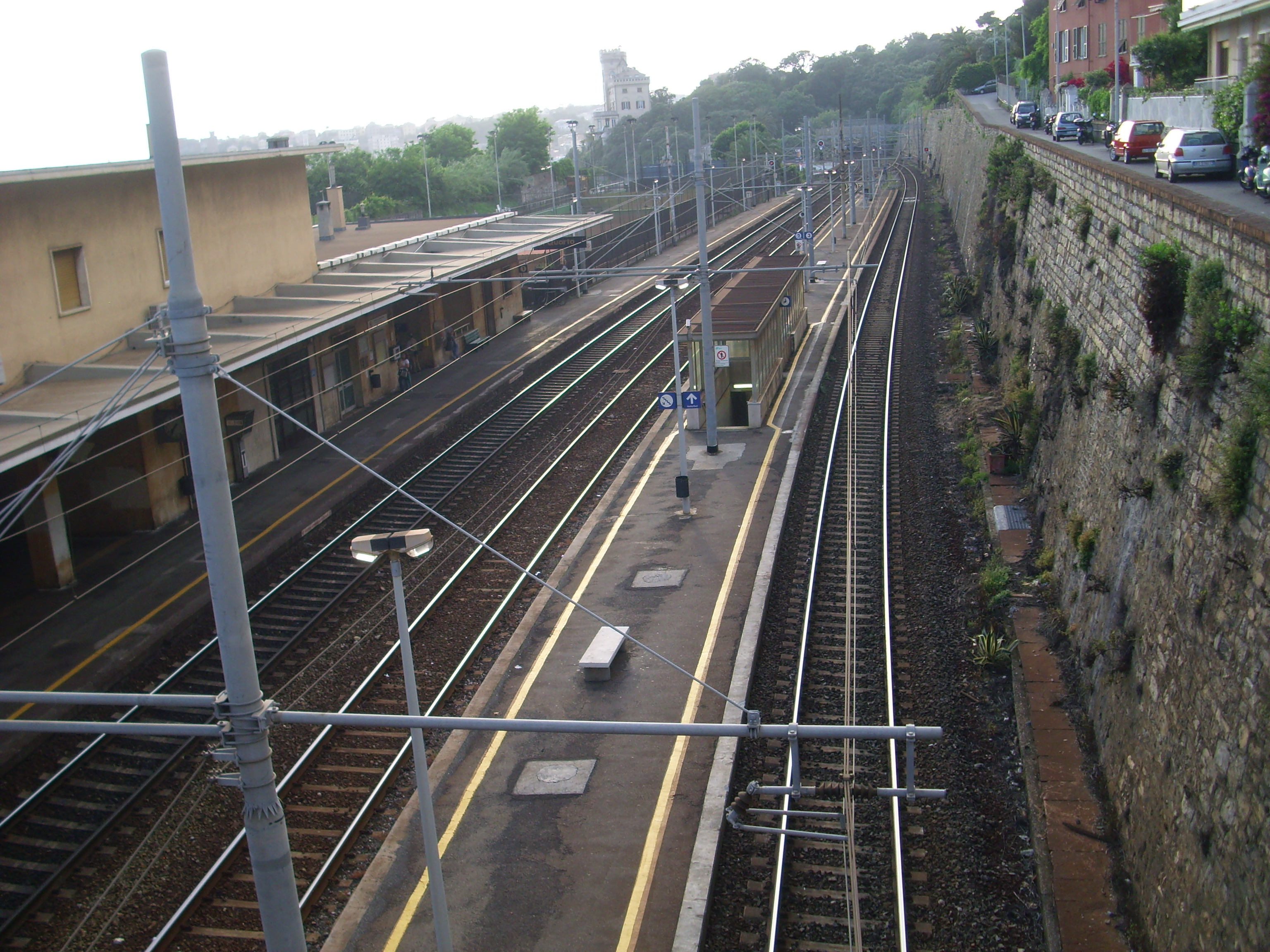
Vista dall'alto dei binari di corsa

All'interno dei locali, attualmente adibiti ad ufficio postale, l'evento storico è raffigurato un dipinto su ceramica, opera di G. Mazzotta, che occupa la parete est dell'ex atrio.
Sul lungomare, proprio di fronte alla stazione ferroviaria, si trova il monumento bronzeo di Eugenio Baroni (1880-1935) dedicato alla spedizione dei Mille, inaugurato il 5 maggio 1915 da Gabriele D'Annunzio che pronunciò in tale occasione un famoso discorso interventista.
Il piazzale è costituito da due binari di corsa e da un binario per le precedenze, usato in caso di perturbazioni alla circolazione.

## Movimento
Genova Quarto dei Mille è servita da collegamenti regionali svolti da Trenitalia nell'ambito del contratto di servizio stipulato con la Regione Liguria, quasi tutti ricadenti nel servizio ferroviario urbano di Genova.

## Servizi
La stazione, che RFI nell'ambito della categorizzazione delle stazioni classifica nella categoria silver, dispone di:
- Biglietteria automatica
- Sala d'attesa
- Ufficio postale
- Self Bar

## Interscambi
Piazza Egisto Sivelli, in cui è ubicata la stazione, dista pochi metri da via 5 Maggio, in cui si trovano le fermate in entrambe le direzioni delle linee autobus dell'AMT.

## Galleria d'immagini

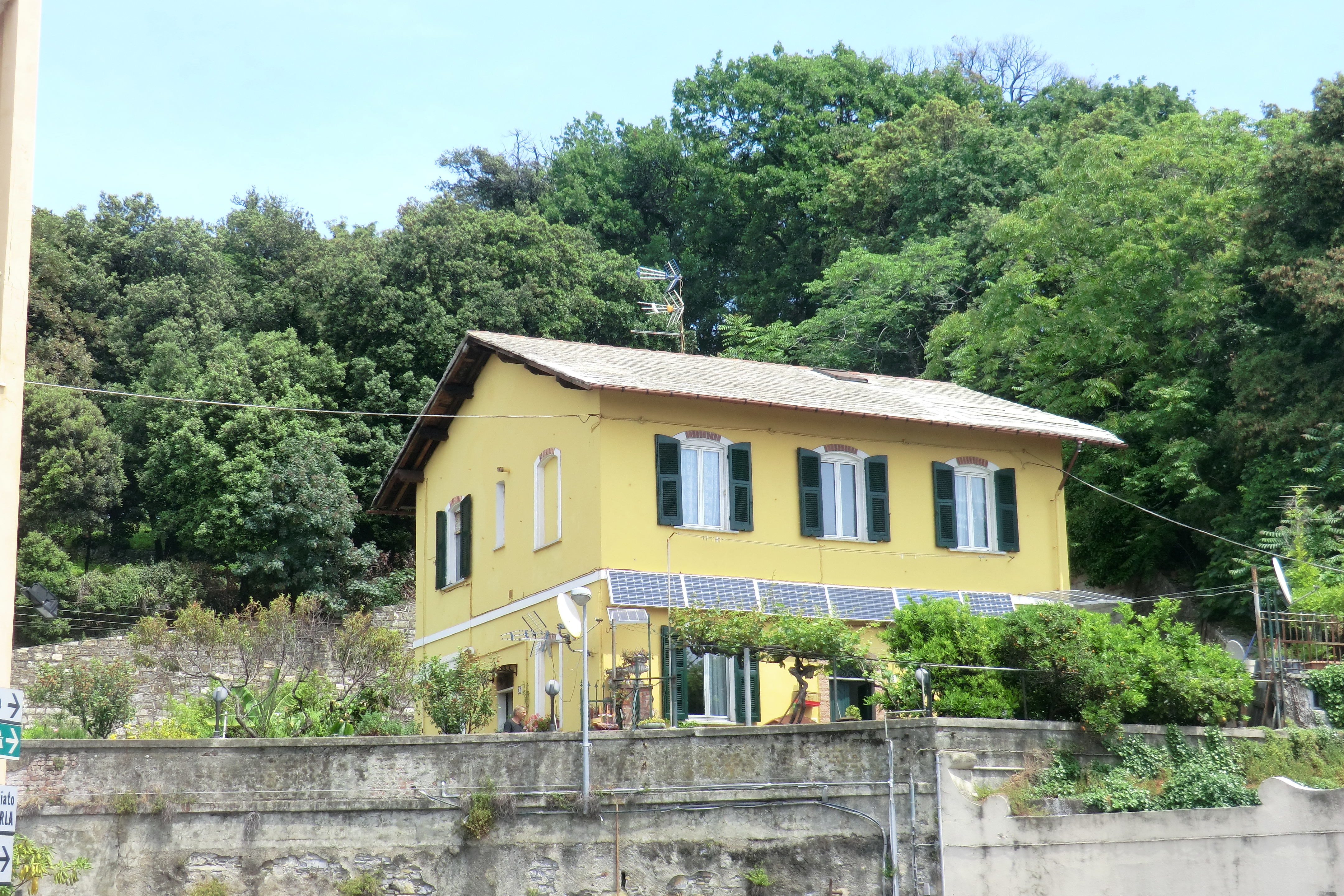
Il casello in corrispondenza dell'ex fermata di Lojolo.
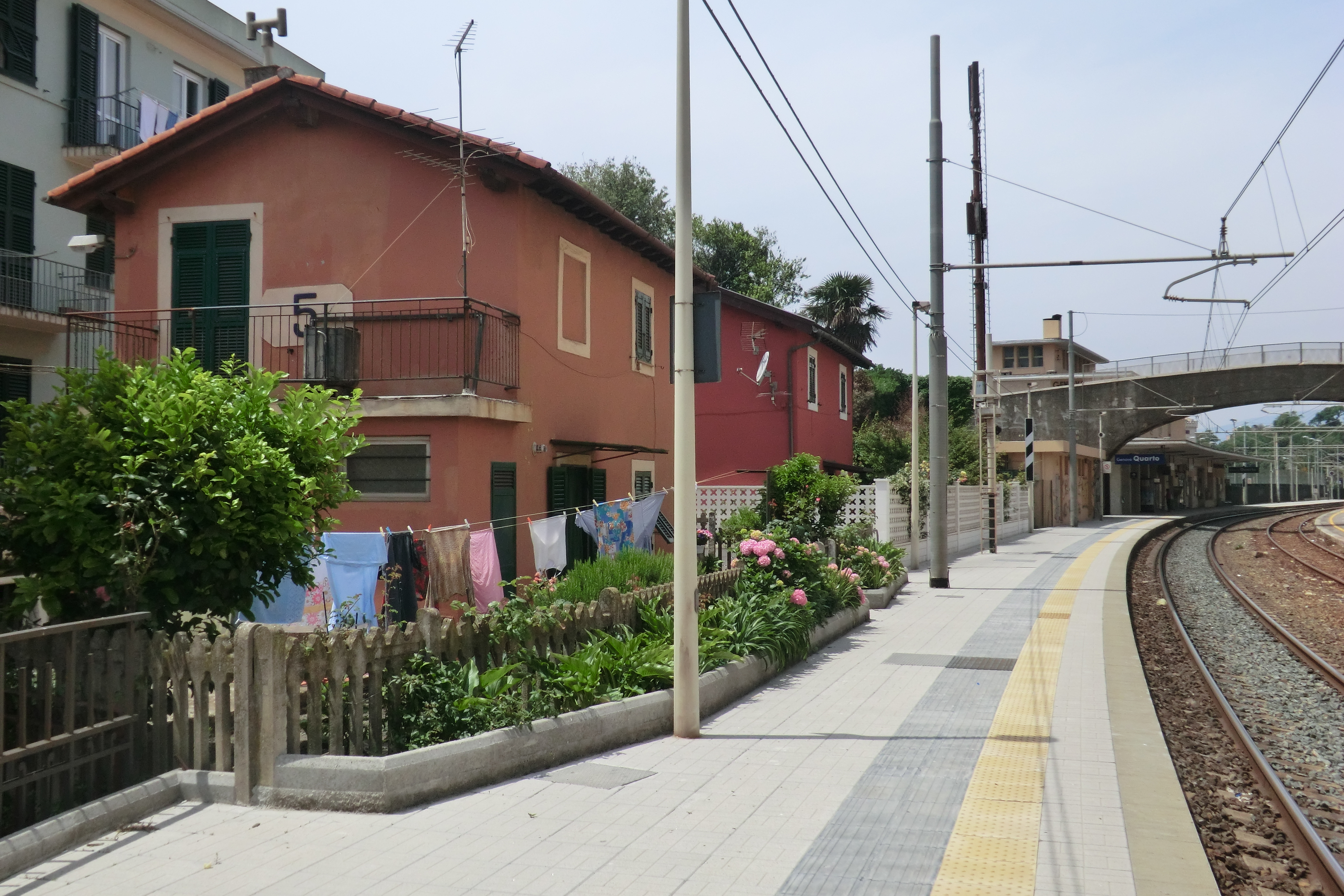
L'antica fermata di Pietrarugia, inglobata nella radice della stazione di Quarto dei Mille.